# Gustave Thuret
Pour les articles homonymes, voir Thuret.
Gustave Adolphe Thuret, né le 23 mai 1817 à Paris et mort le 10 mai 1875 à Nice, est un diplomate et botaniste français.
On lui doit la première observation de fécondation sur le Fucus. Il fonda le jardin botanique de la villa Thuret à Antibes en 1857 où travailla Charles Naudin et qui est aujourd’hui un centre de l'INRAE.

## Biographie
Il venait d'une vieille famille huguenote, qui avait cherché quelque temps refuge aux Pays-Bas après la révocation de l'édit de Nantes. Son père, Isaac Thuret (1771-1852), armateur, banquier et diplomate, consul général de Hollande, propriétaire de l'hôtel Baudard de Saint-James et des châteaux de Passy-sur-Seine, de Rentilly et de Lévis.
La mère de Thuret, Henrietta van der Paadevoort, avait été élevée en Angleterre si bien que l'anglais a été la première langue qu'il ait apprise, et il semble qu'il ait gardé de fortes sympathies pour la Grande-Bretagne tout au long de sa vie. Dans sa jeunesse, il a étudié le droit ; au cours de ses loisirs, il était un ardent musicien, et c'est au travers de son ami sur le plan musical, Alexandre de Villers, qu'il a reçu, vers 1837, sa première initiation en botanique. Débutant comme simple collectionneur, il ne tarda pas à être influencé par Joseph Decaisne (1809-1882), de qui il devint le disciple. C'est Decaisne qui fut le premier à l'encourager à entreprendre ces études algologiques qui allaient devenir sa principale œuvre.
Thuret se rendit deux fois à Istanbul en compagnie de l'ambassadeur de France, Edouard Pontois, et fut pendant un certain temps attaché à l'ambassade de France auprès de l'Empire ottoman. Sa carrière diplomatique, bien que de courte durée, lui donna l'occasion d'étudier la flore orientale. Après avoir voyagé en Syrie et en Égypte à l'automne 1841, il rentra en France.
Renonçant à entrer dans la fonction publique, il se retire dans la maison de campagne de son père à Rentilly, et se consacre dès lors à la recherche scientifique. Il avait déjà publié en 1840 son premier article scientifique, « Notes sur 1ère anthère de Chara et les animalcules qu'elle renferme », dans lequel il décrivait pour la première fois avec précision les organes de motilité des « animalcules » ou spermatozoïdes de ces plantes. Il poursuivit ses études sur les zoospores et les cellules mâles des algues ainsi que d'autres plantes similaires, et contribua à la compréhension de cette motilité dans la vie végétale.
Jusqu'en 1857, Thuret a passé une grande partie de son temps, sur la côte atlantique de la France, menant en toutes saisons une observation intense des algues marines dans leur habitat naturel. Avec son ami Jean-Baptiste Édouard Bornet, il devient une autorité sur cet important groupe de plantes, dont les deux collègues ont acquis une connaissance inégalée. Leurs travaux, bien que remarquables pour leur précision taxonomique, étaient plus particulièrement axés sur l'histoire naturelle, le développement et les modes de reproduction des plantes étudiées. Ils ont beaucoup travaillé sur la reproduction sexuée des algues.
Thuret a publié ses recherches sur la fécondation des Fucaceae en 1853 et 1855. La question compliquée de la reproduction sexuelle chez les Florideophyceae (autrefois Floridae) a été résolue par les travaux conjoints de Thuret et Bornet en 1867. Outre les importantes découvertes dans ce domaine, les recherches des deux scientifiques ont permis de déterminer tous les groupes d'algues marines. Le style de rédaction adopté par Thuret était considéré comme particulièrement clair et concis ; homme d'une grande éducation, il était également connu pour exprimer ses idées avec un talent littéraire. Beaucoup de ses meilleurs travaux n'ont pas été publiés durant sa vie et une partie du matériel qu'il avait accumulé avec son collègue a été incorporée dans deux magnifiques ouvrages publiés après sa mort : les « Notes algologiques » (1876-1880) et les « Études phycologiques » (1878). Ces volumes, ainsi que les mémoires antérieurs, sont illustrés par des dessins détaillés de l'artiste Alfred Riocreux, employé par Thuret.
En 1857, Thuret transféra ses recherches à Antibes, où, sur un promontoire considéré comme stérile, il créa un jardin botanique qui devint célèbre dans le monde scientifique. Il meurt subitement lors d'une visite à Nice en 1875. Depuis sa mort, le jardin (aujourd'hui connu sous le nom de Jardin botanique de la Villa Thuret) a été mis à la disposition des botanistes en tant qu'institut de recherche.

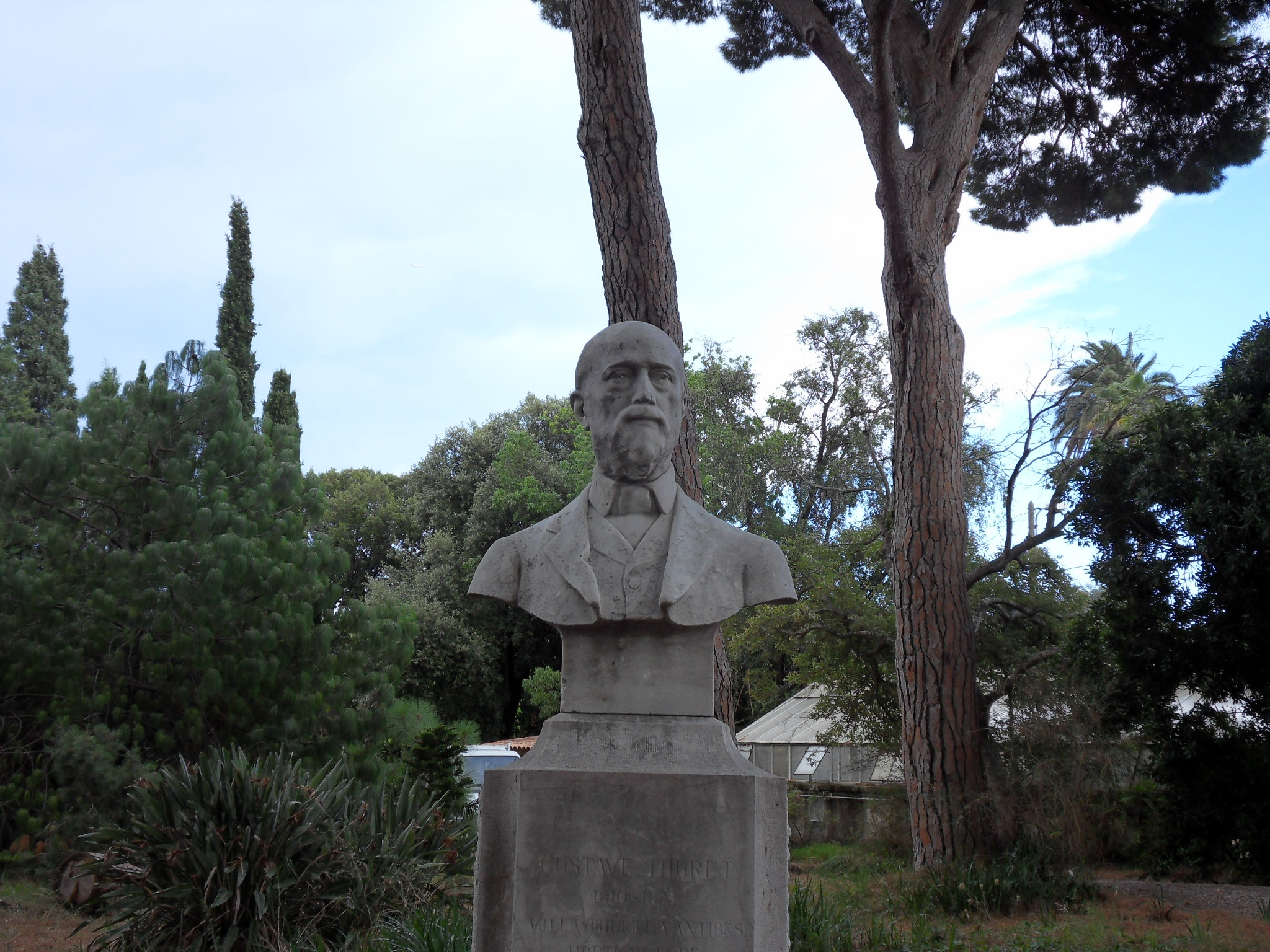
Buste de Gustave Thuret.
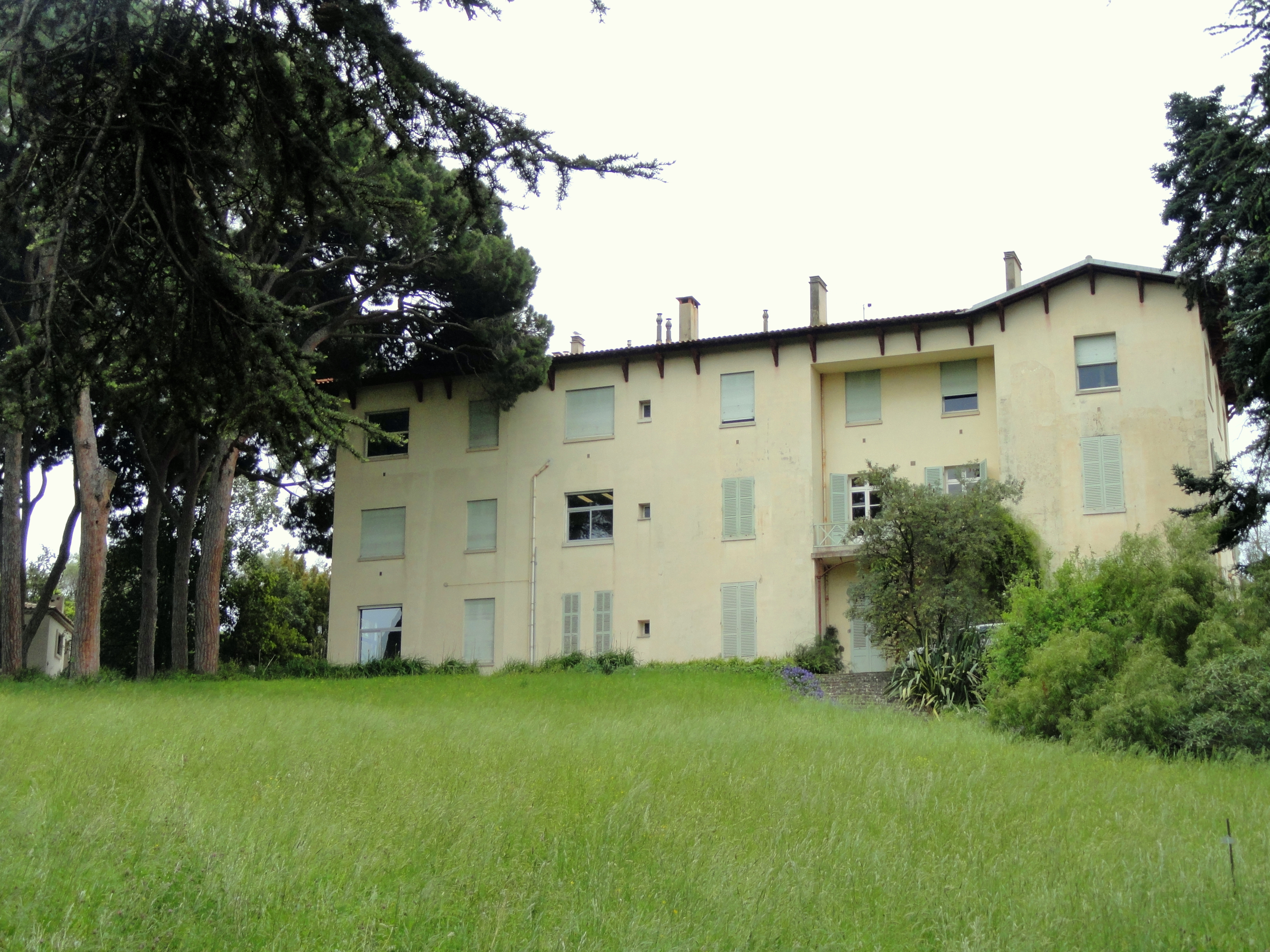
Villa Thuret à Antibes.
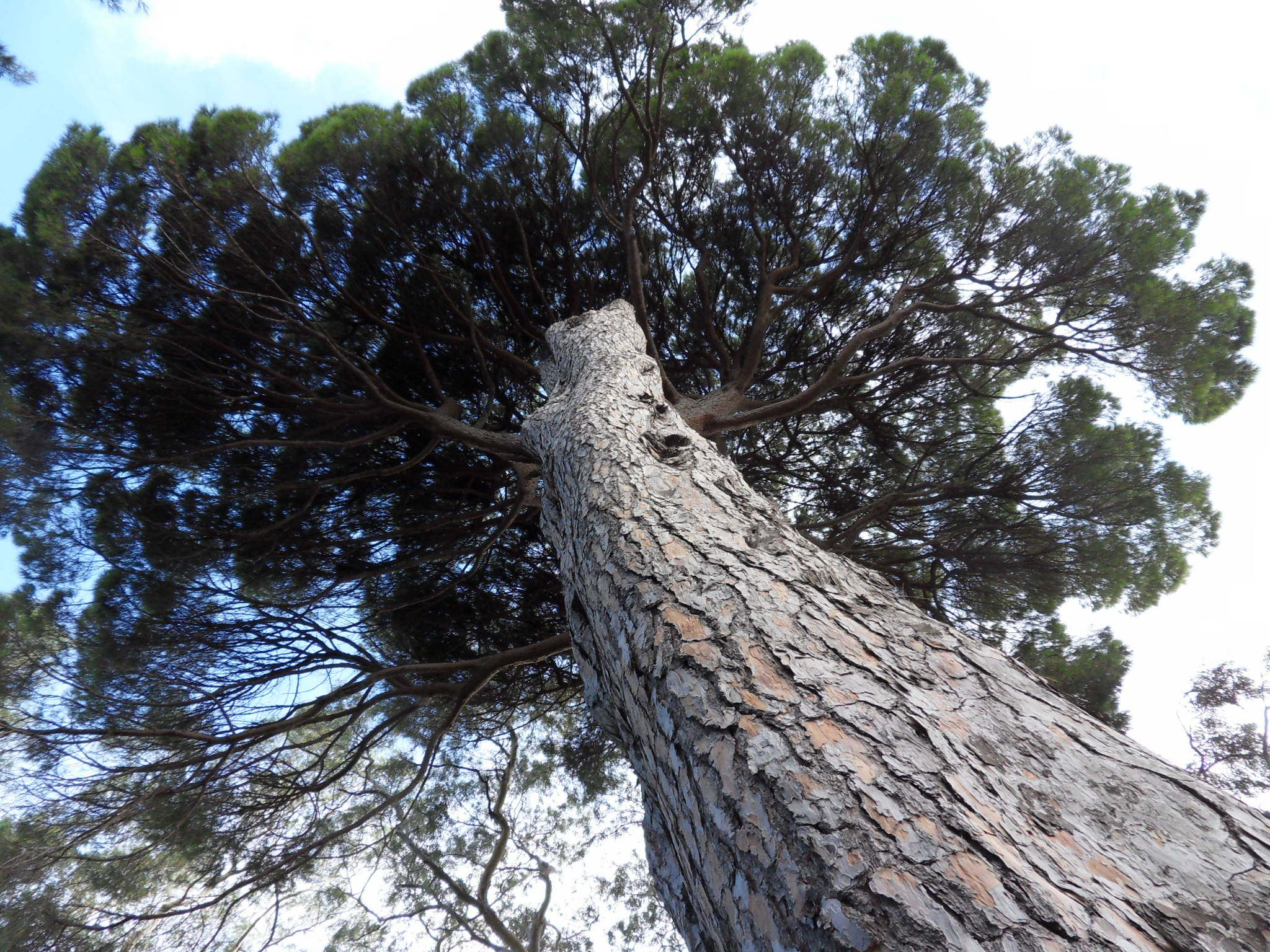
Pinus pinea - Villa Thuret à Antibes.